# Hypixel
Hypixel là một máy chủ Minecraft thành lập vào ngày 14 tháng 4 năm 2013, bởi Simon Collins-Laflamme và Philippe Touchette. Tính đến tháng 12 năm 2018, máy chủ đã có tổng cộng 14 triệu lần đăng nhập duy nhất.

## Lịch sử
Hypixel là một trong những máy chủ trò chơi phổ biến nhất cho Minecraft: Phiên bản Java  được thành lập vào ngày 14 tháng 4 năm 2013, bởi Simon Collins-Laflamme và Philippe Touchette. Hypixel bao gồm một số minigames. Nó được sở hữu bởi Hypixel Inc. và thu hút khoảng 2 triệu người chơi mỗi tháng. Simon và Philippe đã bắt đầu nghề nghiệp tạo bản đồ tùy chỉnh cho  Minecraft.
Hypixel thường xuyên bị Ddos bởi tin tặc. Một cuộc tấn công đáng chú ý là vào tháng 9 năm 2016, nơi chủ sở hữu của một máy chủ không xác định đang sử dụng Mirai, phần mềm độc hại DDoS, để tấn công các máy chủ của Hypixel. Mục đích chính của cuộc tấn công là khiến người chơi Hypixel chuyển đến một máy chủ  Minecraft  khác. Vào khoảng tháng 4 năm 2018, Hypixel bắt đầu sử dụng Cloudflare Spectrum làm bảo vệ DDoS.
Vào ngày 21 tháng 12 năm 2016, Hypixel đã đạt tổng cộng 10 triệu người chơi, và trên Ngày 13 tháng 12 năm 2018, Hypixel đạt 14 triệu.

## Các Minigames Trong Hypixel
- BedWars: Trong Bed Wars, bạn và tối đa 4 đồng đội sẽ bắt đầu trên một hòn đảo. Bạn phải thu thập 4 tài nguyên: Sắt, Vàng, Kim cương và Ngọc lục bảo để mua vật phẩm và nâng cấp tại cửa hàng trên đảo của bạn. Mỗi hòn đảo có một chiếc Giường - nếu chiếc Giường của bạn bị phá hủy, bạn không thể hồi sinh được nữa      (bạn không thể phá Giường của chính mình). Đặt các khối xung quanh giường của bạn để bảo vệ nó để khỏi bị đội khác phá hủy. Phá hủy giường của các đội khác sau đó giết họ để giành chiến thắng!,Có các chế độ như Solo,Doubles,3vs3vs3vs3,4vs4vs4vs4, 4vs4 (Teams duel),Dream modes (Castle 40vs40,Armed,Rush,Voidless), Tournament (Tùy chọn).
- SkyWars: Chúng tôi đảm nhận chế độ chơi trò chơi Skywars. Mỗi người chơi trong đội sinh tồn trên hòn đảo của riêng mình và mục tiêu là trở thành người chơi hoặc đội cuối cùng còn sống. Giết người chơi bằng vũ khí hoặc hạ gục chúng. Với mỗi lần giết bạn sẽ được thưởng một linh hồn. Bạn có thể sử dụng linh hồn (souls) để mở khóa nhiều bộ dụng cụ (kits) và đặc quyền để cải thiện trải nghiệm trò chơi của bạn. Có 2 loại là Normal (Đồ loại thường trong rương) và Insane (Đồ loại đặc biệt và mạnh hơn trong rương).Các chế độ chơi bao gồm: Solo (12 người), Teams (24 người, 1 đội 2 người), Ranked (4 người), Laboratory (Như solo và teams nhưng có các chế độ đặc biệt như Floor is Lava,Kill by color,Blizzard,Slime,Rush,Hunters and Beasts.Lucky Blocks),Mega (100 người),Mega double (40 người)-đã bị loại bỏ vì đây là chế độ diễn ra trong thời gian có hạn, Tournament (Tùy chọn).
- Murder Mystery: Có 3 chế độ: Chế độ cổ điển, Chế độ Sát thủ và chế độ Lây nhiễm.Trong chế độ Cổ điển người chơi sẽ đảm nhận vai trò Sát nhân, Thám tử hoặc Dân thường. Kẻ giết người phải lén lút và cố gắng giết càng nhiều người càng tốt mà không bị bắt hoặc giết. Các thám tử và những người vô tội phải làm việc cùng nhau để bảo vệ lẫn nhau và cố gắng tìm ra kẻ giết người là ai. Chế độ Sát thủ thì bất cú ai cũng phải giết mục tiêu của mình. Chế độ Lây nhiễm thì khi kẻ giết người giết được ai, người đó sẽ thành kẻ giết người và tiếp tục đi tiêu diệt.
- Arcade Games: Sảnh trò chơi Arcade cung cấp cho bạn một loạt các trò chơi vui nhộn và giản dị được chơi theo phong cách nhịp độ nhanh. Những đám zombie sống sót, chiến đấu chống lại đội quân địch bằng kiếm kiếm hoặc xây dựng cốt truyện hay nhất chỉ là một vài trong số tất cả các hoạt động mà bạn có thể làm trong trò chơi Arcade độc đáo của chúng tôi
- UHC Champions: UHC Champions có chế độ Solo và Team, trong đó chế độ Đội gồm 3 người chơi mỗi đội. Ở đây, sự hồi máu tự nhiên đã tắt và bạn chỉ có thể hồi máu bằng những quả táo vàng, bình thuốc và đầu của những người chơi bị giết bao quanh bởi vàng. Chế độ này bao gồm các công thức chế tạo và đặc quyền thủ công tùy chỉnh để giúp bạn sống sót trong thế giới khắc nghiệt này.
- Arena Brawl: Hãy chuẩn bị để chiến đấu! Trong trò chơi tuyệt vời này, bạn có thể chiến đấu với đối thủ bằng thanh kiếm của mình, có một kỹ năng đặc biệt kèm theo để giúp bạn hạ gục kẻ thù. Bạn cũng cần phải sống sót bằng cách sử dụng các kỹ năng đặc biệt để tăng khả năng hồi phục và một số đặc quyền để làm cho kẻ thù của bạn cố gắng sống sót! Chơi trong các trận đấu 1v1, tinh chỉnh các kỹ năng của bạn trong 2v2 và xếp hạng để tìm các đối thủ khó hơn hoặc chiến đấu hết mình trong 4v4.
- Build Battle: Trong Build Battle, người chơi đối mặt với nhau để xem ai có thể tạo ra công trình tốt nhất dựa trên một chủ đề. Xây dựng càng nhanh càng tốt trước khi bỏ phiếu bắt đầu nhận được càng nhiều điểm từ những người chơi khác càng tốt. Build Battle cũng bao gồm các chế độ khác như Guess the Build, nơi bạn phải nhanh chóng và sáng tạo để cố gắng đoán những gì người chơi khác đang xây dựng. Build Battle hoàn hảo cho bất kỳ người chơi nào yêu thích xây dựng hoặc tạo ra những thứ trong trò chơi.
- Cops and Crims: Cops and Crims dựa trên game bắn súng nổi tiếng eSports Counter Strike: Global Offensive. Sử dụng gói tài nguyên tùy chỉnh, cả hai đội tự trang bị súng, súng lục và thậm chí cả lựu đạn. Sử dụng hỗn hợp các chiến thuật và kỹ năng, bạn phải bảo vệ các vị trí đặt bom hoặc xâm nhập vào các trang web và đặt bom. Vào đầu mỗi vòng, bạn có thể mua cho mình vũ khí từ cửa hàng. Trò chơi phân làm 2 đội, Cảnh sát (Cops) và tội phạm (Crimes). Tội phạm sẽ cố gắng đặt bom ở một điểm và bảo vệ nó khỏi cảnh sát. Cảnh sát sẽ phải ngăn chặn bọn trộm đặt quả bom đó
- Crazy Walls: 16 người chơi hoặc đội chiến đấu trên hai chế độ. Khai thác, xây dựng và giao dịch trước khi các bức tường sụp đổ và là người đàn ông cuối cùng đứng! Chế độ Lucky Block ném một yếu tố hỗn loạn vào hỗn hợp.
- Duels: Trong Duels, người chơi đối đầu với nhau trong nhiều chế độ trò chơi và quy mô đội. Với các chế độ bao gồm SkyWars, UHC, OP Duels, v.v., trong mỗi chế độ, bạn chọn thiết lập của mình và chiến đấu với một hoặc nhiều đối thủ để chiếm ưu thế. Bạn có thể làm cho nó vào bảng xếp hạng hàng ngày?
- Mega Walls: Mega Walls đưa trò chơi lên một cấp độ hoàn toàn mới. Chơi ở chế độ Bình thường với 4 đội gồm 25 người chơi hoặc chế độ Faceoff với 2 đội 40 người chơi. Dành 10 phút đầu tiên để thu thập tài nguyên và xây dựng hệ thống phòng thủ cho nhóm của bạn. Một khi bức tường rơi xuống, trận chiến bắt đầu. Giống như Tường, kim cương có thể được tìm thấy ở chính giữa. Phối hợp với đội của bạn và bảo vệ Héo trú ngụ trong lâu đài của bạn, hoặc lao vào tấn công những kẻ héo tàn của đội địch. Một khi đội bóng khô héo, người chơi không còn hồi sinh khi họ chết. Tiêu diệt những kẻ khô héo và đánh bại kẻ thù của bạn! Hãy là đội đứng cuối cùng, và giành chiến thắng trong trò chơi!
- Paintball Warfare: Người chơi được chia thành hai đội có màu sắc khác nhau có thể được chọn bằng cách nhập '/ đội (màu)' trong phòng chờ. Các đội này có số lần bắt đầu cuộc sống khác nhau, thường là 120 (những người này chịu ảnh hưởng của perk cha đỡ đầu) và đội đầu tiên giảm cuộc sống của đội kia xuống 0, chiến thắng. Có nhiều đặc quyền để mua và có nhiều sức mạnh bạn có thể mua trong trò chơi. Mỗi lần tiêu diệt đều mang lại cho bạn vàng cốm vốn là tiền tệ của sức mạnh.
- Quakecraft: Kiểm tra phản xạ của bạn trong trò chơi có nhịp độ nhanh này và là người đầu tiên giành được 25 điểm - hoặc chơi Team Deathmatch và là đội đầu tiên đạt 100 điểm! Sử dụng Railgun đáng tin cậy của bạn và bắn pháo hoa của bạn vào kẻ thù của bạn để tiêu diệt chúng. Kiếm xu và nâng cấp kích hoạt của bạn để giảm thời gian hồi chiêu. Thay đổi cách railgun của bạn trông với các trường hợp khác nhau, và thậm chí thay đổi màu sắc và kích thước của pháo hoa của bạn! Mũ và áo giáp khác nhau cũng có sẵn cho bạn. Nổi bật, và cho họ biết ai là người giỏi nhất!
- Blitz Survival Games: Đây là miễn phí cho tất cả các trò chơi sinh tồn với nhiều bản đồ khác nhau giữa 16 và 32 người chơi mỗi vòng. Chơi ở chế độ Solo hoặc Team và sử dụng bộ dụng cụ của bạn để hạ gục kẻ thù trong cuộc chiến giành chiến thắng hoặc chơi Solo No Kits cho một thử thách khác. Nhưng hãy cẩn thận! Sau 5 phút, Ngôi sao Blitz sẽ được phát hành. Người tìm thấy nó có thể tận dụng sức mạnh của nó để sử dụng một trong nhiều Tấn công Blitz! Chỉ có một người chơi có thể sống sót.
- SkyClash: Minigame tàn bạo có nhịp độ nhanh này dựa trên Skywars và mang lại trải nghiệm PvP độc đáo. Tạo các lớp của riêng bạn bằng cách thu thập bộ dụng cụ và thẻ, tìm thiết lập hoàn hảo cho kiểu chơi của bạn.
- Smash Heroes: Trở thành một trong nhiều anh hùng độc đáo và giải phóng các cuộc tấn công tàn khốc trong trận chiến Đội hoặc Solo để thống trị cuối cùng! Tăng cấp các anh hùng yêu thích của bạn để tùy chỉnh chúng và trở nên mạnh mẽ hơn. Bạn có thể SMASH đối thủ của bạn ra khỏi đấu trường trước khi họ đập bạn? Hãy là người chơi hoặc đội cuối cùng đứng trong cuộc chiến nhịp độ nhanh giữa các anh hùng này.
- Speed UHC: Lấy cảm hứng từ trò chơi UHC Champion cổ điển, Speed UHC là phiên bản nhanh hơn nhiều của nó. Lập nhóm hoặc tham gia Solo trong một cuộc chiến nhanh để sinh tồn bằng cách sử dụng các công cụ, đặc quyền và thành thạo đã chọn của bạn để giúp bạn giành chiến thắng. Bạn phải cẩn thận, vì cách duy nhất để lấy lại sức khỏe là thông qua táo vàng và thuốc! Speed UHC sử dụng các công thức chế tạo của vanilla nhưng các bước đã được tăng tốc và các tài nguyên quan trọng giảm ngay lập tức, khiến trò chơi trung bình chỉ kéo dài 10 phút.
- The TNT Games: Trò chơi TNT là một trò chơi thông thường bao gồm các trò chơi thú vị và độc đáo để chơi liên quan đến TNT. Chơi với bạn bè của bạn trong Wizards để ghi điểm hoặc bắn hạ họ trong Bow spleef. Chúng tôi cũng có TNT Run để kiểm tra sức bền và kỹ năng parkour của bạn. Và cuối cùng, TNT Tag mang trò chơi Hot Potato cổ điển vào Minecraft.
- Turbo Kart Racers: Turbo Kart Racers là một trò chơi đua xe đầy đủ trong Minecraft, đưa bạn vào vị trí người lái trong một cuộc đua dữ dội với 11 người chơi khác. Trong trò chơi, bạn có thể nhặt những chiếc hộp mang lại cho bạn những lợi thế nhất định trong cuộc đua. Trò chơi có 15 skin kart khác nhau để lựa chọn; bạn có thể tùy chỉnh và nâng cấp chiếc kart của mình với những vệt hạt, âm thanh, động cơ khác nhau và hơn thế nữa!
- VampireZ: Bạn không thể sợ bóng tối trong trò chơi Hypixel này. Bạn sẽ trở thành ma cà rồng hoặc người sống sót trong bản đồ ám ảnh. Không, ma cà rồng không phát sáng dưới ánh sáng mặt trời ở đây, nhưng là một Ma cà rồng, bạn đuổi theo những người sống sót và biến chúng thành "một trong chúng ta", và cho những người sống sót? Bạn chỉ cần tồn tại. Với mù lòa. Trong một bản đồ đáng sợ. Xung quanh là ma cà rồng khát máu. Không thành vấn đề. Xin lỗi, không có tỏi.
- The Walls: Bốn đội chiến đấu với nhau để giành chiến thắng sau 15 phút chuẩn bị. Trong quá trình chuẩn bị, làm việc như một đội để thu thập tài nguyên, vì vậy bạn có thể xây dựng hệ thống phòng thủ lớn và áo giáp và vũ khí thủ công. Từ mười một bản đồ để lựa chọn, bạn trải nghiệm một trò chơi khác nhau mỗi lần. Với killstreak và các đặc quyền có thể mở khóa, The Walls là một trò chơi tuyệt vời cho những người chơi thưởng thức Minecraft PvP thường xuyên.
- Warlords: Warlords đưa minigame Minecraft lên một tầm cao mới, bao gồm vũ khí kết cấu 3D tùy chỉnh của riêng chúng tôi, âm thanh tùy chỉnh và nhiều tính năng thú vị khác trong gói tài nguyên tùy chỉnh của chúng tôi. Minigame này cung cấp ba loại trò chơi khác nhau; Nắm bắt Cờ, Sự thống trị và Deathmatch của Đội. Sau khi các trận chiến hoành tráng của bạn kết thúc, bạn có thể kiểm tra vận may của mình trong sảnh để sửa chữa vũ khí của mình trong nỗ lực để có được một trong những vũ khí huyền thoại có kết cấu 3D tùy chỉnh!
- Skyblock: một chế độ mới được thêm vào máy chủ,không giống với các máy chủ khác,chế độ này có tinh chỉnh một chút,hướng theo rpg,ban đầu họ sẽ được sinh ở trên một hoàn đảo,làm nhiệm vụ và mở khóa vào sảnh chính,giết các quái vật và đào đá để tăng các kĩ năng,lấy được các vật phẩm quý giá,trao đổi,để làm giàu cho bản thân và xây dựng hòn đảo lớn mạnh,ở đây không dùng rank để có được sự bay lượn như các máy chủ khác,mà phải tự kiếm các vật phẩm hỗ trợ (điều khá mới và công bằng).

## Hytale
Vào ngày 9 tháng 12 năm 2018, một trò chơi độc lập có tên Hytale đã được thông báo sẽ được phát triển bởi Hypixel Studios, một công ty mới thành lập bởi Hypixel, với sự hỗ trợ từ Riot Games và các nhà phát triển khác bao gồm Dennis Fong, Rob Pardo và Peter Levine. Phát triển cho Hytale đã bắt đầu vào năm 2015. Đoạn giới thiệu cho Hytale đã được phát hành vào ngày 13 tháng 12 năm 2018 và đã thu hút hơn 30 triệu lượt xem trong vòng một tháng.

## Giải thưởng
| Năm  | Giải thưởng              | Đề cử        | Thể loại                                                  | Kết quả   |
| ---- | ------------------------ | ------------ | --------------------------------------------------------- | --------- |
| 2017 | Kỷ lục Guinness thế giới | Mạng Hypixel | Máy chủ độc lập phổ biến nhất cho trò chơi điện tử        | Đoạt giải |
| 2017 | Kỷ lục Guinness thế giới | Mạng Hypixel | Người chơi đã đăng nhập vào máy chủ Minecraft: 11.982.298 | Đoạt giải |
| 2017 | Kỷ lục Guinness thế giới | Mạng Hypixel | Máy chủ Minecraft phổ biến nhất                           | Đoạt giải |
| 2017 | Kỷ lục Guinness thế giới | Mạng Hypixel | Số lượng các trò chơi trên máy chủ Minecraft: 43          | Đoạt giải |